# کاناتزی
کاناتزی (به ایتالیایی: Canazei) یک کومونه در ایتالیا است که در ترنتینو واقع شده‌است.

## خصوصیات
کاناتزی ۶۷٫۳ کیلومترمربع مساحت و ۱٬۸۲۹ نفر جمعیت دارد و ۱٬۸۴۲ متر بالاتر از سطح دریا واقع شده‌است.